# A selyemút árvái
A selyemút árvái (The Children of Huang Shi, kínai: 黄石的孩子; munkacímek: The Bitter Sea, Escape from Huang Shi és Children of the Silk Road) egy 2008-ban bemutatott kínai film. Főszereplői Jonathan Rhys Meyers, Radha Mitchell, Chow Yun-fat és Michelle Yeoh.

## Cselekmény
George Hogg (Jonathan Rhys Meyers), egy fiatal brit újságíró Hertfordshire-ből. 1938-ban, amikor a japánok megszállták Kínát, vöröskeresztes munkásnak álcázva beszökik Nankingba (Kína), hogy a világot a valóságról tájékoztassa a kínai helyzettel kapcsolatban. Szemtanúja lesz és fényképeket készít arról, amikor a japánok összeterelnek és halomra lőnek egy nagy csoport kínait. Emiatt a japánok őt is elfogják és ki akarják végezni, de Chen Han Sheng (Chow Yun-fat), egy kínai kommunista ellenálló megmenti őt. Miközben a város romjai közt rejtőznek, Hogg látja, amint két kollégáját is kivégzik a japánok, és kiáltásával leleplezi rejtekhelyüket. Menekülés közben Hogg megsérül. Felépülése után Chen a Huang Shi-beli árvaházba viszi, hogy Lee Pearson (Radha Mitchell) amerikai nővér segítségére legyen. Az árvaházban hatvan fiú él, akik érkezése után botokkal támadnak Hoggra. Lee időben érkezik, hogy megfékezze a gyerekeket. Megfenyegeti őket, hogy ha így folytatják, elhagyja őket és ők gyógyszerek és étel nélkül egyedül maradnak az árvaházban. Lee ezután távozik egy időre, Hogg pedig úgy dönt, nem hagyja magára a fiúkat. Kivívja a gyerekek elismerését azzal, hogy tanáruk lesz, hogy ételt szerez nekik, hogy rendbe hozza a világítást.
Attól tartva, hogy a nacionalista sereg be akarja sorozni a fiúkat a japánok elleni harcra, Hogg úgy dönt, vállalják a három hónapos utat, hogy eljussanak Shandanba, ami 700 mérföldes gyaloglást jelent a csapatnak hidegben is, hóban is, több ezer méteres hegyekben is. Szerencséjükre az út utolsó 200 mérföldjére kölcsönkapnak négy teherautót. Célhoz érésük után új épületben ismét beindítják az árvaházat, a tanítást, a mezőgazdaságot. 1945-ben Hogg a tetanusz áldozatává válik, nem sikerül időben ellenszert kapnia. Chen ezután érkezik meg hozzájuk, hogy Lee-t megpróbálja ismét a harctérre hívni, azonban a nővér a fiúkkal akar maradni.
A film utolsó képsoraiban a valós eseményeken alapuló történet már megöregedett túlélőivel láthatók rövid riportok.

## Szereplők
- Jonathan Rhys Meyers – George Hogg
- Radha Mitchell – Lee Pearson
- Chow Yun-fat – Chen Hansheng
- Michelle Yeoh – Mrs. Wang
- Guang Li – Shi-Kai
- Matthew Walker – Andy Fisher
- Anastasia Kolpakova – Duschka
- Ping Su  Eddie Wei
- David Wenham – Barnes

## Fogadtatás
A film vegyes kritikákat kapott a nyugati kritikusoktól. A Rotten Tomatoes oldalán 31%-ra értékelték a vélemények alapján. A Metacritic oldalon közepes pontszámot (49) kapott. A The New York Times összességében pozitív kritikát közölt, dicsérve a színészi játékot és a "háború sújtotta Kína realisztikus ábrázolását". A Movies Online oldalán a cikkíró, Robert Bell a díszlettervezést és operatőri munkát elismeréssel jutalmazta, ám a rendezést és vágást negatívan értékelte. A színészek munkáját Bell megbízhatónak és profinak jellemezte.
A film sok bírálatot kapott, amiért kihagyták a történetből Rewi Alley, egy új-zélandi kommunista szerepét, aki a kínai forradalom ünnepelt alakja volt. Alley kihagyását otromba megtévesztésnek minősítette egy kritikusa. Szintén negatív visszhangja volt Radha Mitchell alakításának, amiért az általa játszott, és eredetileg új-zélandi karaktert, Kathleen Hall-t, amerikaiként mutattak be a filmben.
A filmet 2008-ban AFI-díjra (Australian Film Institute) jelölték a Legjobb jelmez és Legjobb díszlet kategóriában, illetve 2009-ben Guang Li-t jelölték a Young Artist Awardra nemzetközi filmben nyújtott alakításáért.